# Elisabeth von Schönau

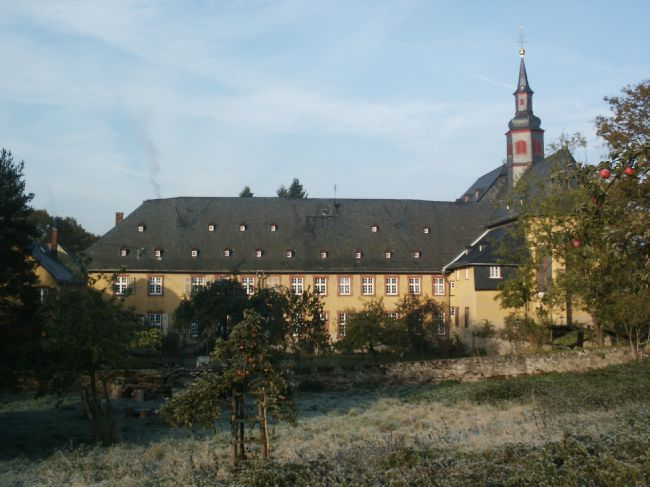
Kloster Schönau im Taunus

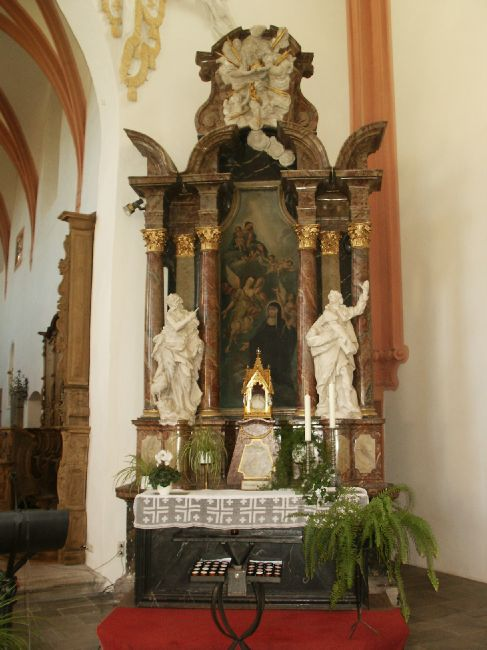
Der Elisabethen-Altar in der Klosterkirche Kloster Schönau. In der Bildmitte das Reliquiar mit der Schädeldecke der Heiligen Elisabeth von Schönau.

Elisabeth von Schönau (* 1129 bei Köln; † 18. Juni 1164 im Kloster Schönau) war eine deutsche Benediktinerin. Sie wird als Heilige verehrt.

## Leben
Im Alter von zwölf Jahren wurde Elisabeth von ihren Eltern 1141 den Benediktinerinnen des Klosters Schönau am Rande des Ortes Strüth im Taunus (Rhein-Lahn-Kreis) übergeben. Dort wurde sie auch im Jahre 1147 als 18-Jährige eingekleidet.
In den Jahren 1147 bis 1152 litt Elisabeth infolge von strenger Askese immer wiederkehrend unter Krankheiten, Angstzuständen und Depressionen. Hildegard von Bingen ermahnte Elisabeth in Briefen, im asketischen Leben besonnen zu sein. Zur Pfingstzeit des Jahres 1152 litt Elisabeth unter Zurückweisung aller Nahrung und Erbrechen an tiefen Depressionen. Sünden- und Lebensangst sowie Glaubenszweifel bestimmten ihr Leben zu dieser Zeit. Nach zehntägiger Krisis folgte eine Reihe von visionären Verzückungen. Die Jungfrau Maria tröstete Elisabeth in einer Vision.
Im Jahr 1155 oder 1156 trat Egbert, Elisabeths Bruder, in den Männerkonvent des Klosters Schönau ein. Elisabeth überließ sich ganz der Führung ihres leiblichen Bruders. Er lenkte sie und schrieb ihre Visionen in lateinischer Sprache nieder. In der Zeit nach dem Eintreffen ihres Bruders und unter seinem Einfluss lag der Höhepunkt der visionären Schau Elisabeths. Ihr Hauptwerk Liber viarum dei – Buch der Gotteswege – sowie die zwei weiteren Schriften De resurrectione beatae mariae virginis – Über die Auferstehung der seligen Jungfrau Maria – und Liber revelationum de sacro exercitu verginim coloniensum – Buch der Offenbarung der Heiligen Schar der Kölnischen Jungfrauen – entstanden in den Jahren 1156 bis 1159.
Elisabeth von Schönau starb am 18. Juni 1164 im Kloster Schönau. Ihr früher Tod wurde sehr beklagt. Sie überließ für Schönau die Weissagung, „dass Gottesdienst und Frömmigkeit in Schönau nimmer sterben“. Ihre Gebeine wurden beim Marienaltar beigesetzt.

## Verehrung als Heilige

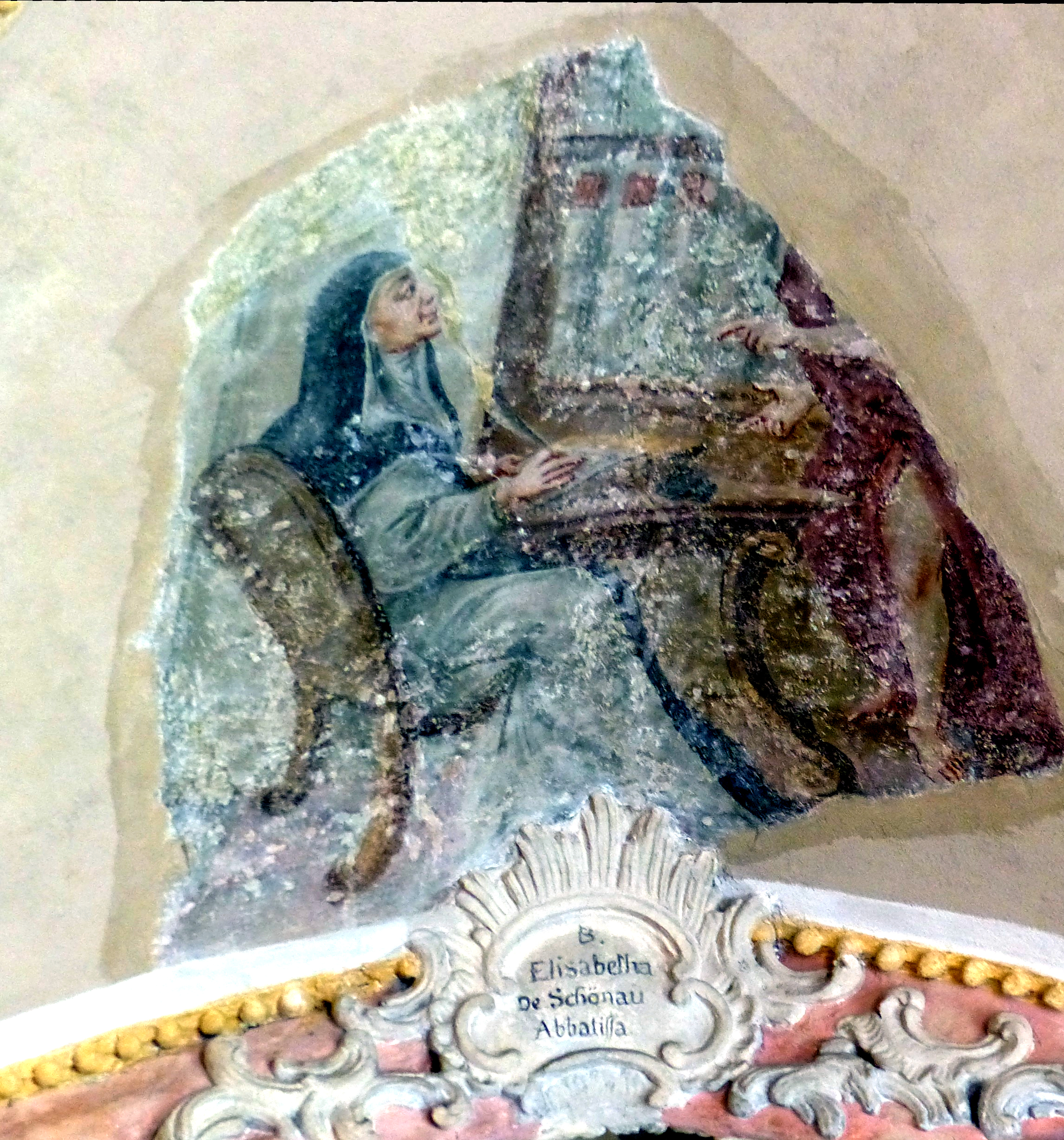
Elisabeth von Schönau, Fresko im Kreuzgang des Klosters Zlata Koruna (Tschechien)

Weil die Bevölkerung Elisabeth schon sehr bald als Heilige verehrte, wurden ihre Gebeine unter Abt Johannes von Schwelm in den Jahren 1493 bis 1510 in eine eigene Elisabethenkapelle umgebettet. Während des Dreißigjährigen Kriegs überfielen schwedische und hessische Soldaten das Kloster Schönau. Die Schweden vertrieben die Mönche, plünderten das Kloster, erbrachen das Grab der Heiligen Elisabeth und zerstreuten ihre Gebeine. Nur die Schädeldecke wurde gerettet und wird heute in einem Reliquiar auf dem rechten Seitenaltar der Kirche aufbewahrt. Die Elisabethenkapelle selbst wurde beim großen Brand des Klosters 1723 vernichtet und nicht wieder aufgebaut.
Im Jahre 1584 wurde Elisabeth von Schönau als Heilige ins Martyrologium Romanum aufgenommen. Ihr Gedenktag ist der 19. Juni. Entsprechend feiert die Pfarrgemeinde Sankt Florin Kloster Schönau jedes Jahr am Sonntag nach dem 18. Juni das traditionelle Elisabethen-Fest.